# Pablo Piatti
Pablo Daniel Piatti (La Carlota, 31 maart 1989) is een Argentijns voetballer die doorgaans als aanvaller speelt. Hij verruilde Valencia CF in juli 2017 voor RCD Espanyol, dat hem in het voorgaande seizoen al huurde. Piatti debuteerde in 2011 in het Argentijns voetbalelftal.

## Clubcarrière
Piatti stroomde in 2006 door vanuit de jeugd van Estudiantes, waar hij op zeventienjarige leeftijd een kans in het eerste elftal kreeg van toenmalig coach Diego Simeone. Hij debuteerde hierin op 18 november 2006, tegen Newell's Old Boys. Na 49 wedstrijden en 12 doelpunten verhuisde Piatti naar Spanje.
Piatti speelde van 2008 tot en met 2011 drie seizoenen voor UD Almería, in die jaren actief in de Primera División. Daarmee werd hij achtereenvolgens elfde, dertiende en laatste, wat rechtstreekse degradatie betekende. Hij maakte twintig doelpunten in 101 wedstrijden voor de club.
Piatti daalde niet met Almería af naar de Segunda División, maar tekende in juli 2011 een vijfjarig contract bij Valencia CF, de nummer drie van Spanje in het voorgaande seizoen. Dat betaalde 7,5 miljoen euro voor hem. Zijn eerste doelpunt voor de club maakte hij op 19 januari 2012, tegen Levante UD. Piatti speelde in zijn eerste jaar bij Valencia dertig competitiewedstrijden. Onder trainers Ernesto Valverde, Miroslav Đukić, Nico Estévez en Juan Antonio Pizzi moest hij het in de volgende twee seizoenen doen met ongeveer de helft daarvan. De komst van coach Nuno in juli 2014 en Gary Neville vijf maanden later betekende voor hem dat hij weer meer aan spelen toe kwam. Piatti werd in die eerste vier jaar bij Valencia derde, vijfde, achtste en vierde met de club en debuteerde in die tijd in zowel de Champions League als de Europa League. Zijn ploeggenoten en hij reikten in het seizoen 2013/14 tot de halve finales in het laatstgenoemde toernooi. Ze werden daarin op basis van in uitwedstrijden gemaakte doelpunten uitgeschakeld door de latere winnaar Sevilla FC. Piatti verlengde in augustus 2015 zijn contract bij Valencia tot medio 2019, maar zag daarna zijn speelkansen weer afnemen. Valencia verhuurde hem in juli 2016 voor een jaar aan RCD Espanyol, dat hem daarna definitief overnam. In 2020 is hij transfervrij overgenomen door Toronto FC uit Canada, die uitkomen in de MLS.

## Interlandcarrière
Op 5 juli 2011 riep toenmalig Argentijns bondscoach Sergio Batista Piatti op voor een oefeninterland tegen Polen. Hij startte meteen in de basis. Argentinië verloor met 1-2.

## Erelijst
| Competitie                          |             |             |             |             |
| Competitie                          | Aantal      | Jaren       |             |             |
| Estudiantes                         | Estudiantes | Estudiantes | Estudiantes | Estudiantes |
| ----------------------------------- | ----------- | ----------- | ----------- | ----------- |
| Primera División (Winnaar Apertura) | 1x          | 2006        |             |             |
| Argentinië -20                      |             |             |             |             |
| Wereldkampioen voetbal -20          | 1x          | 2007        |             |             |

1 García ·
3 Gómez  ·
4 Kumbulla ·
5 Calero ·
6 Cabrera ·
7 Puado ·
8 Expósito ·
9 Véliz ·
10 Lozano ·
11 Milla ·
12 Tejero ·
13 Pacheco ·
14 Oliván ·
15 Gragera ·
16 Cheddira ·
17 Carreras ·
18 Aguado ·
19 Sánchez ·
20 Král ·
22 Romero ·
23 El Hilali ·
24 Cardona ·
31 Roca ·
33 Fortuño ·
37 Ünüvar ·
Coach: González